# Бевз Роман Миколайович
Рома́н Микола́йович Бе́вз (1981—2014) — старший лейтенант Збройних сил України, учасник російсько-української війни.

## Життєпис
Закінчив Летичівську ЗОШ, Криворізький військовий ліцей із посиленою військово-фізичною підготовкою, по тому — Одеський інститут сухопутних військ, здобув спеціальність «Бойове застосування та управління діями підрозділів (частин, з'єднань) Сухопутних військ» та кваліфікацію спеціаліста військового управління офіцера тактичного рівня.
Командир навчального взводу-водолазний спеціаліст 73-го Морського центру спеціального призначення. 2005 року звільнений у запас через скорочення штату Збройних сил України.
В часі війни — старший лейтенант, 14-й батальйон територіальної оборони «Черкаси».
Загинув 2 жовтня 2014 року від кулі снайпера під час обстрілу терористами біля села Старогнатівка Волноваського району.
Вдома залишилися дружина Ірина Олександрівна, дві доньки (Софія і Марія) та син Ростислав.
Похований у селі Аврамівка Монастирищенського району 5 жовтня 2014 року.

## Нагороди та вшанування
- Указом Президента України № 892/2014 від 27 листопада 2014 року, «за особисту мужність і героїзм, виявлені у захисті державного суверенітету та територіальної цілісності України», нагороджений орденом Богдана Хмельницького III ступеня (посмертно)[1].
- 5 лютого 2015 року у селі Летичівка Монастирищенського району на фасаді будівлі загальноосвітньої школи (вулиця Шкільна, 6), де навчався Роман Бевз, йому відкрито меморіальну дошку[2].
- Його портрет розміщений на меморіалі «Стіна пам'яті полеглих за Україну» у Києві: секція 4, ряд 10, місце 22
- Вшановується 2 жовтня на щоденному церемоніалі вшанування українських захисників, які загинули цього дня в різні роки внаслідок російської збройної агресії[3]